# آب‌انبار حاج ملاعلی حکیم الهی
آب‌انبار حاج ملاعلی حکیم الهی مربوط به دوره قاجار است و در سمنان، جنوبی مسجد امام، کوچه کربلائی‌ها واقع شده و این اثر در تاریخ ۹ اردیبهشت ۱۳۸۲ با شمارهٔ ثبت ۸۶۱۷ به‌عنوان یکی از آثار ملی ایران به ثبت رسیده است.